# Дзеканув-Лесьний
Дзеканув-Лесьни (пол. Dziekanów Leśny) — село в Польщі, у гміні Ломянки Варшавського-Західного повіту Мазовецького воєводства.
Населення — 2253 особи (2011).
У 1975-1998 роках село належало до Варшавського воєводства.

## Демографія
Демографічна структура станом на 31 березня 2011 року:
|          | Загалом | Допрацездатний вік | Працездатний вік | Постпрацездатний вік |
| -------- | ------- | ------------------ | ---------------- | -------------------- |
| Чоловіки | 1089    | 258                | 748              | 83                   |
| Жінки    | 1164    | 226                | 745              | 193                  |
| Разом    | 2253    | 484                | 1493             | 276                  |